# Claude Bonnard
Claude Bonnard, né le 7 décembre 1922 à Lausanne et mort le 6 septembre 1994 à Bussigny (ou à Lausanne selon les sources), est une personnalité politique suisse, membre du Parti libéral.

## Biographie
Claude Bonnard est né le 7 décembre 1922 à Lausanne. Il est le fils du professeur de langue et littérature anglaises de l'université de Lausanne Georges Bonnard et d'Isabelle Du Martheray. Il effectue des études de droit et obtient son doctorat à l'université de Lausanne en 1948. Il exerce d'abord en tant qu'avocat, puis devient greffier au Tribunal fédéral de 1959 à 1966. À partir de 1959, il enseigne également le droit aux universités de Berne et de Lausanne,.
Le 27 mars 1966, il est élu au Conseil d'État du canton de Vaud alors qu'il n'avait jamais occupé de fonction politique jusqu'alors,,. Son parti, le Parti libéral, lui demande d'être candidat entre les deux tours de scrutin, les candidats libéraux ayant enregistré des mauvais résultats au premier tour. Il y prend la tête du Département de Justice, police et militaire. Il préside également le Conseil d'État en 1971 et en 1978. Il renonce à son mandat de conseiller d'État en 1978,.
Entretemps, il avait également été élu au Conseil national en 1971. Il y préside le groupe libéral dès 1979 et la commission militaire. En 1987, il quitte le Conseil national.
De 1989 à 1993, il est encore président du Parti libéral suisse.
Parallèlement à ces activités politiques, Claude Bonnard préside la Convention patronale de l'industrie horlogère de 1978 à 1993. Il prend également la tête du conseil d'administration de la Gazette de Lausanne et conduit à ce titre les négociations de fusion avec le Journal de Genève.

## Prix et distinctions
Claude Bonnard reçoit un doctorat honoris causa de l'université de Lausanne en 1987.